# Martin Minčev
Martin Minčev (bulharsky Мартин Минчев; * 22. dubna 2001) je bulharský fotbalový útočník/křídlo, od léta 2020 působící v pražské Spartě.

## Klubová kariéra

### PFK Černo More Varna
Minčev je odchovancem akademie Černeho More Varny. Dne 23. dubna 2017, den po svých šestnáctých narozeninách, debutoval v bulharské lize a stal se nejmladším fotbalistou, který si za Černo More připsal ligový start. V červnu 2017 byl na testech v italském Turíně. V Turíně odehrál jedno přátelské utkání, ve kterém nastřílel hattrick a poté se vrátil do Bulharska, kde v sezoně 2017/18 nastoupil do 22 zápasů a vstřelil 2 góly. V sezoně 2018/19 si připsal 27 startů a 2 góly a v sezoně 2019/20 21 startů a 6 gólů.

### AC Sparta Praha

#### 2020/2021
V červnu 2020 se Minčev stal posilou pražské Sparty, kde podepsal smlouvu na 4 roky. Za Spartu debutoval 20. září 2020 ve 4. ligovém kole proti Fastavu Zlín, když v 75. minutě vystřídal Matěje Hanouska. Minčevovi sezonu komplikovaly opakované pozitivní testy na nemoc covid-19 a karantény, při kterých nemohl být v tréninkové zátěži, nastupoval sporadicky na závěry utkání, kde neprokázal svoje kvality. Ve své první sezoně v české lize odehrál celkem 193 minut, i s pohárem a Evropskou ligou jeho bilance čítala 368 minut, což jsou v přepočtu pouhá čtyři celá utkání. Jednou nastoupil za sparťanskou rezervu proti Baníku Sokolov, odehrál celých 90 minut, vstřelil gól a na dva další přihrál, čímž přispěl k debaklu Sokolova 10:0.

## Reprezentační kariéra
Minčev debutoval za reprezentaci do 18 let v lednu 2017 ve věku 15 let. V srpnu 2018 se zúčastnil Memoriálu Václava Ježka ve Vrchlabí, kde vstřelil tři branky a stal se hráčem turnaje.
V březnu 2019 byl trenérem Hubčevem povolán do seniorské reprezentace. První zápas za reprezentaci odehrál 22. března 2019 proti Černé Hoře, když v 82. minutě střídal Deleva. V základní sestavě Bulharska poprvé hrál 7. června 2019 proti Česku, na Letné odehrál celý první poločas.